# Rivand
Rivand (persiska: دهستان ريوند , Dehestan-e Rivand) är ett landsbygdsdistrikt (dehestan) i Centrala distriktet i Neyshabur, Razavikhorasan, Iran. Vid folkräkningen 2006 var dess befolkning 12 619 personer i 3 301 familjer. Det landsbygdsdistrikt har 59 Byar.